# Еохайд мак Домналл

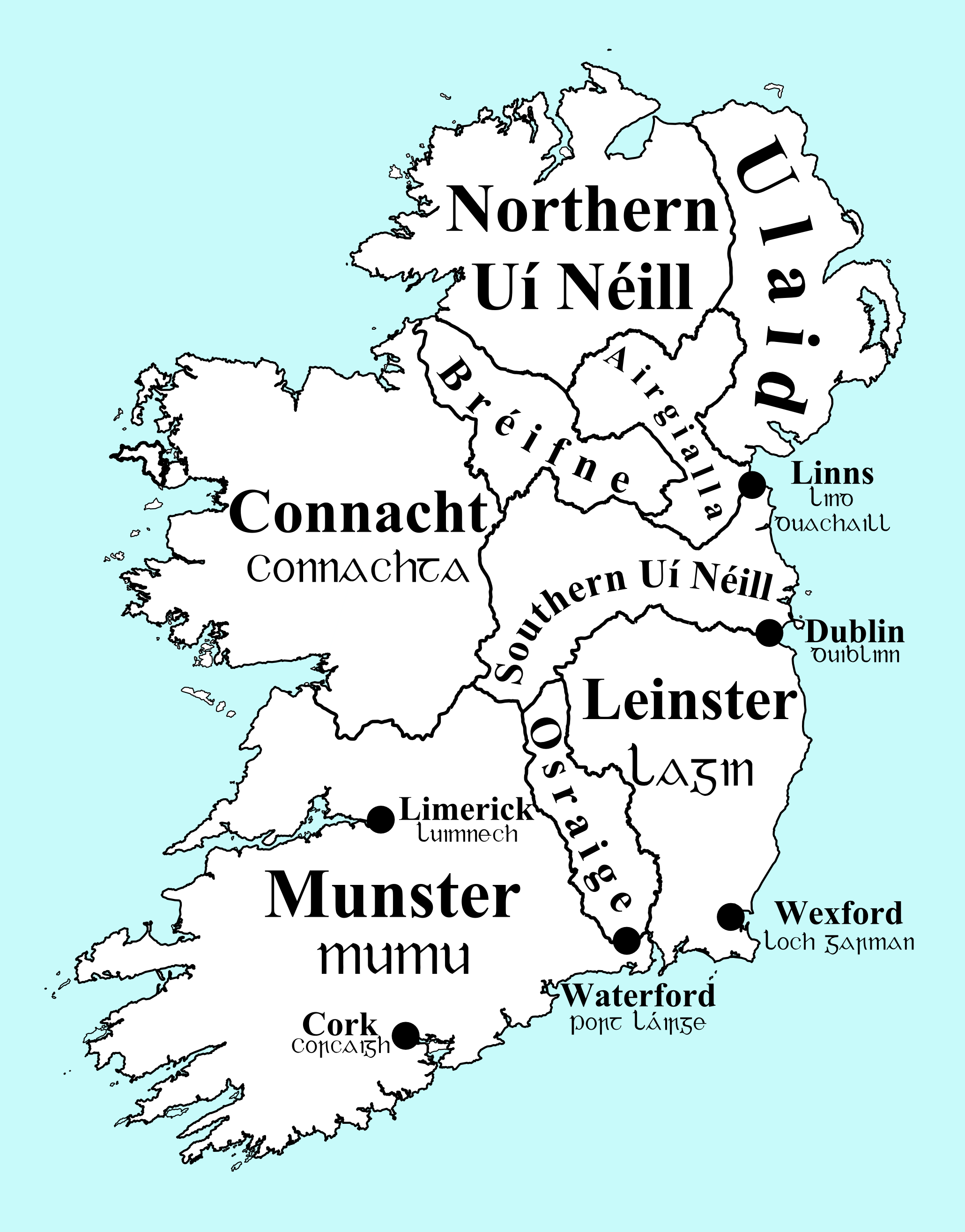
Карта Ірландії в добу раннього середновіччя. Показані особисті володіння північних та південних О'Нілів.

Еохайд мак Домналл — він же: Еохайд Шукач, Еохайд Вогняний (ірл. — Eochaid mac Domnaill) — верховний король Ірландії. Час правління: 562—563 роки. За іншими даними помер у 572 році. Співправитель Баетана мак Муйрхертаха.

## Походження
Батько — верховний король Ірландії Домнал Ілхелгах (ірл. — Domnall Ilchelgach) — він же: Домнал мак Муйрхертах.
Онук Муйрхертаха мак Муйредайга (ірл. — Muirchertach mac Muiredaig) — верховного короля Ірландії.
Еохайд мак Домналл бу з клану Кенел н-Еогайн (ірл. — Cenél nEógain) — гілки північний О'Нілів (Уа Нейлів).

## Правління
Правив з Айлеху. У той час за верховну владу сперечалися дві гілки роду О'Нілів: гілка Кенел н-Еогайн (ірл. — Cenél nEógain) та гілка Кенел Конайл (ірл. — Cenél Conaill). Обидві гілки вели свій родовід від короля Ніла Дев'яти Заручників та його предка Конна Сто Битв. Правив спільно зі своїм дядьком Баетаном мак Муйрхертахом (ірл. — Báetán mac Muirchertaig). Існують розбіжності щодо цих правителів в різних ірландських літописах та історичних переказах — як щодо часу правління так і щодо наявності в списках верховних королів. Деякі історики не виключають, що в той час насправді був верховним королем Ірландії — фактичним або навіть юридичним — король Уладу (Ольстеру) Баетан мак Кайрілл (ірл. — Báetán mac Cairill) (помер у 581 році). Еохайд мак Домналл та Баетан мак Муйрхертах були вбиті в битві королем невеликого васального королівства Кіннахта Гленн Глеймін (ірл. — Ciannachta Glenn Geimin), що знаходилось в районі нинішнього Деррі — Кронаном мак Тігернайгом (ірл. — Crónán mac Tigernaig) у 563 році або у 572 році (за різними джерелами).